# Eric García
Eric García Martret (født 9. januar 2001) er en spansk professionel fodboldspiller, som spiller for La Liga-klubben FC Barcelona, og Spaniens landshold.

## Klubkarriere

### Manchester City
Efter at have kommet igennem FC Barcelonas ungdomsakademi, så skiftede García i 2017 til Manchester City. Han fik sit førsteholdsdebut med City i december 2018.

### Barcelona
García afviste i 2020-21 sæsonen at forlænge sin kontrakt med Manchester City, og i juni 2021 vendte han tilbage til Barcelona efter kontraktudløb med City.

#### Leje til Girona
García blev i september 2023 udlejet til Girona for 2023-24 sæsonen.

## Landsholdskarriere

### Ungdomslandshold
García har repræsenteret Spanien på flere ungdomsniveauer. Han var del af Spaniens trupper som vandt U/17-EM i 2017 og U/19-EM i 2019.

### Olympiske landshold
García var del af Spaniens trup, som vandt sølv ved OL 2020.

### Seniorlandshold
García debuterede for Spaniens landshold den 6. september 2020.

## Titler
Manchester City
- Premier League: 1 (2020-21)
- EFL Cup: 1 (2019-20)
- FA Community Shield: 1 (2019)

Spanien U/17
- U/17-Europamesterskabet: 1 (2017)

Spanien U/19
- U/19-Europamesterskabet: 1 (2019)

Spanien U/23
- Sommer-OL Sølvmedalje: 1 (2020)

Individuelle
- U/19-Europamesterskabet Turneringens hold: 1 (2019)